# Prugnanes
Prugnanes (em catalão:  Prunyanes; em occitano:  Prunhanas) é uma comuna francesa na região administrativa da Occitânia, no departamento dos Pirenéus Orientais. Estende-se por uma área de 13.51 km², com 102 habitantes, segundo o censo de 2018, com uma densidade de 7.5 hab/km².